# Mansoor Al-Jamri
Mansoor al-Jamri (tiếng Ả Rập: منصور الجمري) (cũng Mansour và Mansur) là nhà báo người Bahrain nổi tiếng về việc bênh vực quyền tự do báo chí và tự do ngôn luận ở nước ông.

## Tiểu sử
Mansoor sinh tại Bahrain ngày 17.12.1961, là con của Sheik Abdul-Amir Al-Jamri người lãnh đạo tinh thần phái Hồi giáo Shia ở Bahrain. Ông học tập ở Vương quốc Anh.
Sau khi những cải cách chính trị được đưa ra ở Bahrain, ông từ Vương quốc Anh trở về Bahrain trong tháng 12 năm 2001 và lập ra tờ nhật báo độc lập Al-Wasat của Bahrain, đảm nhiệm chức trưởng ban biên tập (chủ bút) của nhật báo này. Ngày 3.4.2011, ông bị chính phủ Bahrain buộc phải từ chức trong vụ Nổi dậy ở Bahrain 2011–2012, nhưng sau đó ngày 4.8.2001 ông được Ban giám đốc báo bổ nhiệm lại vào chức vụ cũ.

## Chống phân biệt chủng tộc ở Bahrain
Mansoor là người chỉ trích thẳng thừng cái mà ông gọi là phân biệt chủng tộc tại Bahrain, ông nói với phóng viên báo Los Angeles Times trong năm 2011 rằng chính phủ Bahrain thi hành một chế độ "phân biệt chủng tộc... Họ đã làm một quyết định là không ưa một nửa dân số, và họ muốn loan truyền nỗi sợ hãi trong số dân này và làm cho họ mất nhân tính".

## Giải thưởng
Dr. Al-Jamri đã được Ủy ban bảo vệ các nhà báo trao Giải Tự do Báo chí Quốc tế năm 2011 chung với 3 người khác.